# Edenton
Edenton é uma cidade  localizada no estado norte-americano de Carolina do Norte, no Condado de Chowan.

## Demografia
Segundo o censo norte-americano de 2000, a sua população era de 5394 habitantes.
Em 2006, foi estimada uma população de 4989, um decréscimo de 405 (-7.5%).

## Geografia
De acordo com o United States Census Bureau tem uma área de
13,5 km², dos quais 13,0 km² cobertos por terra e 0,5 km² cobertos por água. Edenton localiza-se a aproximadamente 2 m acima do nível do mar.

## Localidades na vizinhança
O diagrama seguinte representa as localidades num raio de 28 km ao redor de Edenton.